# Worben
Worben es una comuna suiza del cantón de Berna, situada en el distrito administrativo del Seeland. Limita al norte con la comuna de Studen, al este con Lyss, al sur con Kappelen, y al oeste con Jens.
Hasta el 31 de diciembre de 2009 situada en el distrito de Nidau.